# Gregg Belisle-Chi

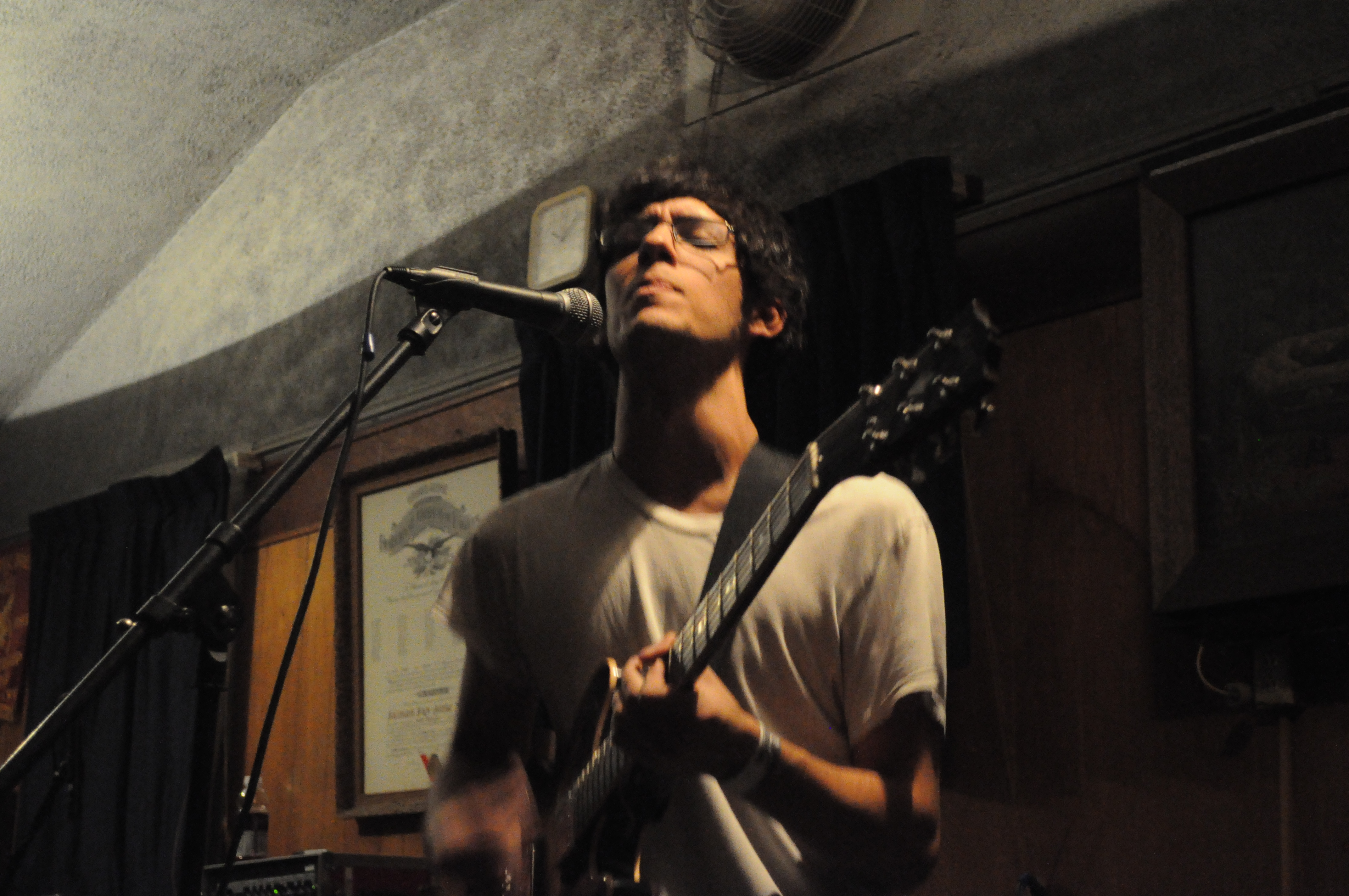
Gregg Belisle-Chi als Mitglied der Rockband Tomten im Veranstaltungsort Salmon Bay Eagles beim Reverb Fest 2011 in Seattle

Gregg Belisle-Chi (* 1990) ist ein kanadischer Jazzmusiker (Gitarre, Komposition).

## Leben und Wirken
Belisle-Chi gehört der Gemeinschaft der Asiatischen Amerikaner an; sein Vater, ein Amateurgeiger, war aus China eingewandert. Er wuchs in Richland auf und begann als Jugendlicher zunächst Rockmusik zu spielen, orientiert an Vorbildern wie Nirvana, Smashing Pumpkins bis hin zu Jimi Hendrix und Led Zeppelin; erst in der High School entdeckte er den Jazz. Auf Empfehlung von Larry Coryell, der aus seiner Heimatstadt stammte, studierte er Musik am Cornish College of the Arts in Seattle. Unterricht hatte er bei Jay Thomas und bei Jim Knapp, in dessen Band er bald spielte (Approaching Vyones, 2013) und Bill Frisell kennenlernte, der zu seinem Mentor wurde. Seitdem spielte er außerdem mit Wayne Horvitz, Eyvind Kang, Chris Cheek und Steve Swallow. Das anschließende Masterstudium in Music Performance und Komposition absolvierte er bei Cuong Vu und Ted Poor an der University of Washington.
Bei Songlines Recordings legte Belisle-Chi 2015 sein Debütalbum Tenebrae vor (an dem auch seine Frau, die Sängerin Chelsea Crabtree, mitgewirkt hatte), gefolgt von I Sang to You and the Moon (mit Texten von Carl Sandburg) und Book of Hours. Nach dem Soloalbum Koi: Performing The Music of Tim Berne (Relative Pitch Records, 2021) mit Kompositionen von Tim Berne entstand 2021 im Duo mit dem Saxophonisten Berne für Intakt Records das Duoalbum Mars (2022). Inzwischen lebt er in Brooklyn.

## Diskographische Hinweise
- I Sang to You and the Moon (2016), mit  Raymond Larsen, Carmen Rothwell, Chelsea Crabtree
- Book of Hours (ears&eyes Records, 2019), mit Dov Manski, Matt Aronoff, Michael W. Davis
- Koi: Performing the Music of Tim Berne (Relative Pitch, 2021)